# Dysoxylum crassum
Dysoxylum crassum là một loài thực vật có hoa trong họ Meliaceae. Loài này được Mabb. mô tả khoa học đầu tiên năm 1994.